# Navigationsdirektør
Navigationsdirektør var titlen på en dansk embedsmand, hvis hverv det var at føre tilsyn med undervisningen og afholde eksamen på navigationsskolerne.
Oprindeligt var der kun én navigationsskole i landet, nemlig i København. Den første navigationsskole blev oprettet i ankersmedjen, der senere blev til Holmens Kirke, af Christian IV i 1619. Den blev fra 1685 drevet af Københavns Skipperlav og blev senere til Københavns Navigationsskole. Fra 1767 kunne andre organisationer end Københavns Skipperlav oprette navigationsskoler, men navigationdirektøren havde stadig privilegium på at genemføre eksaminer.
Fra 1869 blev navigationsdirektør et særligt embede, som ikke kunne være en bibeskæftigelse. Før da havde mange navigationsdirektører sideløbende haft en karriere som undervisere eller søofficerer.

## Navigationsdirektører
Denne liste er ufuldstændig; hjælp gerne med at udfylde den.
- 1619-? Joris Carolus
- 1666-1684 Bagge Wandel
- 1685-1687 Valentin Lorens
- 1687-1695 Jørgen Dinesen Oxendorph
- 1695-1705 Anders Mikkelsen
- 1706-1710 Lorentz Lous
- 1715-1741 Lorentz Lous (igen)
- 1741-1763 Friderich Weggersløff
- 1763-1804 Christian Carl Lous
- 1804-1835 Peter Jensen Wleugel
- 1835-18?? Jens Seidelin (konstitueret 1835-37)
- 1851-1884 Georg E. Tuxen
- 1889-1921 J.A.D. Jensen (Bildsøe)
- 1928-1941 Victor Lorck (konstitueret 1928-30)
- 1941-1956 H.A. Guldhammer
- 1956-1967 Knud Hansen